# Ezequiel Barco
Ezequiel Omar Barco (Villa Gobernador Gálvez, 1999. március 29. –) argentin labdarúgó, az orosz Szpartak Moszkva játékosa.

## Pályafutása

### Klubcsapatokban
A Jorge Griffa csapatától került 2015-ben az Independiente korosztályos csapataihoz. 2016. augusztus 26-án mutatkozott be a Lanús csapata elleni Copa Sudamericana mérkőzésen. Két nappal később a bajnokságban a CA Belgrano klubja ellen is debütált. szeptember 11-én a Godoy Cruz Antonio Tomba ellen első gólját is megszerezte. 2018. január 19-én aláírt az amerikai Atlanta United csapatához 15 millió dollárért. Április 16-án mutatkozott be a New York City csapata ellen Kevin Kratz cseréjeként.

### Válogatottban
Részt vett a 2017-es dél-amerikai U20-as labdarúgó-bajnokságon és a 2019-es U20-as labdarúgó-világbajnokságon.

## Sikere, díjai
- Independiente
  - Copa Sudamericana: 2017[11]
- Atlanta United
  - MLS-bajnok: 2018
  - US Open Cup: 2019
  - Campeones Kupa: 2019